# Sonaravno gospodarjenje z gozdom
Sonaravno gospodarjenje je način ravnanja z gozdnimi ekosistemi, ki temelji na negi gozda in zagotavlja njihovo ohranitev, povečevanje pestrosti avtohtonih rastlinskih in živalskih vrst ter vzpostavljanje biotskega ravnovesja.
Sonaravno gospodarjenje je trajnostni in večnamenski način ravnanja in rabe gozda kot ekosistema, ki posnema ugodne naravne procese, značilne za določen tip gozda in katerega cilj je oblikovanje odpornih, mešanih in malopovršinsko raznodobnih sestojev ter pridelava visokovrednega lesa, kjer je to mogoče, ob sočasnem ohranjanju biološke in krajinske pestrosti, blaženju klimatskih sprememb in zagotavljanju ostalih funkcij oziroma storitev gozdov.

### SONARAVNO GOSPODARJENJE
Sonaravno gospodarjenje z gozdom je strokovni izraz v gozdarstvu in predstavlja način ravnanja z gozdovi kot ekosistemi, ki temelji na negi gozda in zagotavlja njihovo ohranitev, povečevanje pestrosti avtohtonih rastlinskih in živalskih vrst ter vzpostavljanje biotskega ravnovesja (Nekoliko prirejena definicija po Zakonu o gozdovih, 1993). Izraz sonaravnost implicira obzirno ravnanje z gozdom oziroma poseganje vanj. 
Gospodarjenje z gozdom je gospodarska dejavnost. Njen osnovni namen je pridobivanje materialnih dobrin oziroma dohodka iz gozda. V gozdarstvu so materialne dobrine gozdni proizvodi dohodek pa prinašajo gozdni donosi. Vir pridobivanja je gozd, najpomembnejša materialna dobrina gozda je les.
Gospodarjenje se izvaja z različnimi posegi v gozdove, zlasti z različnimi oblikami sečenj (kot so negovalne, varstvene, obnovitvene, prebiralne, skupinsko-postopne, premenilne, sanitarne, sanacijske in restavracijske). Sodobno trajnostno, sonaravno in večnamensko gospodarjenje gozdove ohranja in krepi, saj lesna zaloga in prirastek rasteta.  Gospodarjenje z gozdom zato danes ni več vzrok nasprotja med pridobitnimi interesi upravljalca ali lastnika in eksistenčnimi potrebami gozdnega ekosistema. Vendar pa je udejanjanje sonaravnega gospodarjenja v praksi zahtevno. 
Pridobivanje dobrin in dohodka iz gozda je v trajnem interesu lastnika. Visoke gozdne donose omogoča le trajno ohranjen in optimalno delujoč gospodarski gozd! Obstaja le tam (in takrat), ko mu to lastnik omogoči. S tem, da gozd tudi zavestno varuje. Tako, da v gozd posega le zmerno in občasno. Da mu dopušča čim bolj naraven razvoj (sonaraven), oziroma čim manj ovirano naravno funkcioniranje. Skratka, da ima do gozda prizanesljiv odnos. Da z gozdom ravna sonaravno!
V slovenskem gozdarstvu je sonaravnost temeljno načelo gospodarjenja z gozdom. Predpostavlja razumno, naravi prijazno poseganja v gozd. Takšno, ki prvenstveno upošteva naravne zmožnosti, potrebe in omejitve gozdnega ekosistema. Človekovi posegi v gozd, morajo biti podrejeni načelu sonaravnosti. Sečnja, kot najintenzivnejši poseg, mora biti zelo skrbno načrtovana in določena skladno z obstoječim stanjem in zmožnostjo gozda. Pri pridobivanju se lahko tolerira le minimalne in neizogibne poškodbe v gozdni zgradbi. Take, ki jih gozd lahko hitro in zanesljivo obnovi  in odpravi . Obnova ekološkega ravnovesja mora biti čim hitrejša.
Načelo sonaravnosti je v Sloveniji uzakonjeno v Zakonu o gozdovih in deklarirano v Nacionalnem gozdnem programu. Z načelom sonaravnega gospodarjenja se sicer ponašamo doma in v svetu. 